# Le Doigt sur la plaie
Pour plus de détails, voir Fiche technique et Distribution.
Le Doigt sur la plaie est un film documentaire burkinabé réalisé par Abdoulaye Dao, sorti en 2008. 
Le film évoque la drépanocytose, maladie qui sévit au Burkina Faso.

## Synopsis
Parce que les syndromes drépanocytaires majeurs (SDM) touchent près de 3 % des naissances au Burkina Faso, cette maladie est un problème de santé publique. Une  douleur intense et silencieuse déchire le corps des malades. Mais qu'est-ce que la drépanocytose?
La drépanocytose est une maladie rare qui atteint principalement les populations noires. Elle se caractérise par une altération de l'hémoglobine qui assure le transport de l'oxygène dans le sang. Les globules rouges, déformés, vont obstruer les vaisseaux sanguins les plus fins, augmentant les risques d'infarctus et d'accidents vasculaires cérébraux.

## Fiche technique
- Titre : Le Doigt sur la plaie
- Réalisateur : Abdoulaye Dao
- Pays :  Burkina Faso
- Langue : français
- Année : 2008
- Durée : 52 minutes
- Couleur / N&B : couleur
- Format : Vidéo